# Coriolano Alberini
Pour les articles homonymes, voir Alberini.
Coriolano Alberini (né le 27 novembre 1886 à Milan et mort le 18 octobre 1960 à Buenos Aires) est un philosophe et épistémologue argentin de la première moitié du XXe siècle.

## Biographie
(mars 2017).
Si vous disposez d'ouvrages ou d'articles de référence ou si vous connaissez des sites web de qualité traitant du thème abordé ici, merci de compléter l'article en donnant les références utiles à sa vérifiabilité et en les liant à la section « Notes et références ».
Dès les années 1920, Coriolano Alberini entre en réaction contre le positivisme qui règne en Argentine, avec le mouvement movimiento novecentista. Au scientisme il oppose l'épistémologie, qui est la science des sciences. Sa critique de la psychologie scientifique part du principe que les doctrines psychologiques positivistes de Herbert Spencer, Lotze ou Wundt ne sont pas le fruit d'une expérimentation, mais de constructions métaphysiques basées sur un monisme matérialiste a priori.
Sa philosophie est un idéalisme rationnel qui admet le caractère purement spéculatif de la métaphysique.
Enfin, Albérini défend l'axiogénèse ou genèse des valeurs. Pour Alberini, vivre, c'est évaluer. L'évolution des êtres vivants est genèse des valeurs. La sélection naturelle qui suppose un choix de valeurs (les herbivores ont opté pour le végétarisme tandis que les carnassiers adoptaient des valeurs plus agressives) à une finalité : la personnalité qui est psychisme pur et liberté métaphysique.

## Publications
- El Pragmatismo, 1910
- Determinismo y responsabilidad, 1916
- La Reforma epistemologica de Einstein, 1925

Publication posthume :
- Escritos de metafisica, escritos de Etica, Escritos de filosopfia de la Éducation y pedagogia, Mendoza, 1973